# Listă de filme britanice din 2015
Aceasta este o listă de filme britanice din 2013:

## Lista
| Premiera            | Premiera | Titlu                                                  | Regizor                           | Actori | Gen             |
| ------------------- | -------- | ------------------------------------------------------ | --------------------------------- | --- | --------------- |
| I A N U A R I E     | 1        | The Theory of Everything                               | James Marsh                       | Eddie Redmayne, Felicity Jones | Drama           |
| I A N U A R I E     | 2        | The Woman in Black: Angel of Death                     | Tom Harper                        | Phoebe Fox, Jeremy Irvine, Helen McCrory, Adrian Rawlins, Leanne Best, Ned Dennehy | Horror          |
| I A N U A R I E     | 16       | Testament of Youth                                     | James Kent                        | Alicia Vikander, Kit Harington, Colin Morgan, Taron Egerton | Drama           |
| I A N U A R I E     | 23       | Beyond Clueless                                        | Charlie Lyne                      | Fairuza Balk | Documentary     |
| I A N U A R I E     | 23       | Ex Machina                                             | Alex Garland                      | Domhnall Gleeson, Alicia Vikander, Oscar Isaac | Science Fiction |
| I A N U A R I E     | 29       | Kingsman: The Secret Service                           | Matthew Vaughn                    | Colin Firth, Samuel L. Jackson, Mark Strong, Taron Egerton, Michael Caine | Action          |
| I A N U A R I E     | 30       | Trash                                                  | Stephen Daldry                    | Rooney Mara, Martin Sheen, Wagner Moura, Selton Mello | Thriller        |
| F E B R U A R I E   | 6        | Shaun the Sheep Movie                                  | Richard Starzak, Mark Burton      | Justin Fletcher, John Sparkes, Omid Djalili | Comedy          |
| F E B R U A R I E   | 13       | Fifty Shades of Grey                                   | Sam Taylor-Johnson                | Dakota Johnson, Jamie Dornan, Luke Grimes, Rita Ora, Eloise Mumford | Romance         |
| F E B R U A R I E   | 26       | The Second Best Exotic Marigold Hotel                  | John Madden                       | Judi Dench, Bill Nighy, Maggie Smith, Richard Gere | Comedy          |
| F E B R U A R I E   | 27       | Catch Me Daddy                                         | Daniel Wolfe                      | Sameena Jabeen Ahmed, Gary Lewis, Conor McCarron | Thriller        |
| M A R T I E         | 6        | Hyena                                                  | Gerard Johnson                    | Peter Ferdinando | Thriller        |
| M A R T I E         | 13       | X+Y                                                    | Morgan Matthews                   | Asa Butterfield, Rafe Spall, Sally Hawkins, Eddie Marsan, Jo Yang | Drama           |
| M A R T I E         | 13       | Suite Française                                        | Saul Dibb                         | Michelle Williams, Kristin Scott Thomas, Matthias Schoenaerts | Romance         |
| M A R T I E         | 23       | Hamlet                                                 | Sarah Frankcom, Margaret Williams | Maxine Peake | Drama           |
| M A R T I E         | 27       | Robot Overlords                                        | Jon Wright                        | Callan McAuliffe, Ben Kingsley, Gillian Anderson, Chloe Bompas | Science Fiction |
| M A R T I E         | 27       | Cinderella                                             | Kenneth Branagh                   | Lily James, Cate Blanchett, Richard Madden, Stellan Skarsgård, Holliday Grainger, Derek Jacobi, Ben Chaplin, Sophie McShera, Hayley Atwell, Helena Bonham Carter                            | Fantasy         |
| M A R T I E         | 27       | The Face of an Angel                                   | Michael Winterbottom              | Kate Beckinsale, Daniel Brühl, Cara Delevingne | Thriller        |
| A P R I L I E       | 3        | Hackney's Finest: Gangs of London                      | Chris Bouchard                    | Nathanael Wiseman, Arin Alldridge, Enoch Frost, Marlon G. Day, Rajan Sharma, Neerja Naik, Malcolm Tomlinson, Sean Cronin, Katarina Gellin, Jeanette Rourke                                  | Thriller        |
| A P R I L I E       | 3        | Kidnapping Freddy Heineken                             | Daniel Alfredson                  | Anthony Hopkins, Sam Worthington, Jim Sturgess, Ryan Kwanten | Drama           |
| A P R I L I E       | 3        | Fall Of An Empire: The Rise Of Katherine Of Alexandria | Michael Redwood                   | Nicole Keniheart, Peter O'Toole, Joss Ackland, Steven Berkoff, Edward Fox, Jack Goddard, Jean Marlow                                                                                        | Drama           |
| A P R I L I E       | 10       | Woman in Gold                                          | Simon Curtis                      | Helen Mirren, Ryan Reynolds, Daniel Brühl, Katie Holmes, Tatiana Maslany, Max Irons, Charles Dance, Elizabeth McGovern, Jonathan Pryce                                                      | Drama           |
| A P R I L I E       | 17       | Amar Akbar & Tony                                      | Atul Malhotra                     | Rez Kempton, Sam Vincenti, Martin Delaney | Comedy          |
| A P R I L I E       | 17       | A Little Chaos                                         | Alan Rickman                      | Kate Winslet, Matthias Schoenaerts, Alan Rickman, Stanley Tucci | Drama           |
| A P R I L I E       | 17       | Child 44                                               | Daniel Espinosa                   | Tom Hardy, Gary Oldman, Noomi Rapace, Joel Kinnaman, Paddy Considine, Jason Clarke, Vincent Cassel                                                                                          | Mystery         |
| A P R I L I E       | 24       | The Falling                                            | Carol Morley                      | Maisie Williams, Florence Pugh | Drama           |
| M A I               | 1        | Far from the Madding Crowd                             | Thomas Vinterberg                 | Carey Mulligan, Matthias Schoenaerts, Michael Sheen, Tom Sturridge, Juno Temple | Drama           |
| M A I               | 1        | Monsters: Dark Continent                               | Tom Green                         | Johnny Harris, Sam Keeley, Joe Dempsie | Science Fiction |
| M A I               | 8        | Spooks: The Greater Good                               | Bharat Nalluri                    | Peter Firth, Kit Harington, Jennifer Ehle, Elyes Gabel | Thriller        |
| M A I               | 12       | The Beat Beneath my Feet                               | John Williams                     | Nicholas Galitzine, Lisa Dillon | Comedy          |
| I U N I E           | 12       | London Road                                            | Rufus Norris                      | Tom Hardy, Olivia Colman | Musical         |
| I U N I E           | 19       | Mr. Holmes                                             | Bill Condon                       | Ian McKellen, Colin Starkey, Laura Linney, Hattie Morahan, Hiroyuki Sanada, Patrick Kennedy                                                                                                 | Mystery         |
| I U N I E           | 26       | Slow West                                              | John Maclean                      | Kodi Smit-McPhee, Michael Fassbender, Ben Mendelsohn, Caren Pistorius, Rory McCann, Brooke Williams                                                                                         | Action          |
| I U L I E           | 3        | Amy                                                    | Asif Kapadia                      | Amy Winehouse, Mitchell Winehouse, Janis Winehouse, Blake Fielder-Civil, Raye Cosbert, Nick Schymansky, Tyler James, Juliette Ashby, Lauren Gilbert, Mark Ronson, Salaam Remi, Tony Bennett | Documentary     |
| I U L I E           | 24       | The Legend of Barney Thomson                           | Robert Carlyle                    | Robert Carlyle, Emma Thompson, Ashley Jensen, Ray Winstone | Comedy          |
| A U G U S T         | 14       | Absolutely Anything                                    | Terry Jones                       | Simon Pegg, Kate Beckinsale, Michael Palin, Terry Jones, Terry Gilliam, John Cleese, Eric Idle, Robin Williams                                                                              | Comedy          |
| A U G U S T         | 21       | Bill                                                   | Richard Bracewell                 | Mathew Baynton, Simon Farnaby, Martha Howe-Douglas, Jim Howick, Laurence Rickard, Ben Willbond                                                                                              | Comedy          |
| S E P T E M B R I E | 9        | Legend                                                 | Brian Helgeland                   | Tom Hardy, Emily Browning, Colin Morgan | Thriller        |
| S E P T E M B R I E | 9        | Life                                                   | Anton Corbijn                     | Robert Pattinson, Dane DeHaan, Ben Kingsley, Joel Edgerton | Drama           |
| S E P T E M B R I E | 25       | The Messenger                                          | David Blair                       | Robert Sheehan, Lily Cole | Thriller        |
| O C T O M B R I E   | 2        | Macbeth                                                | Justin Kurzel                     | Michael Fassbender, Marion Cotillard, Sean Harris, Elizabeth Debicki, Paddy Considine, David Thewlis                                                                                        | Drama           |
| O C T O M B R I E   | 11       | Room                                                   | Lenny Abrahamson                  | Brie Larson, Jacob Tremblay, Joan Allen, William H. Macy, Sean Bridgers, Tom McCamus, Amanda Brugel, Joe Pingue, Cas Anvar                                                                  | Drama           |
| O C T O M B R I E   | 12       | Suffragette                                            | Sarah Gavron                      | Carey Mulligan, Meryl Streep, Helena Bonham Carter, Ben Whishaw, Brendan Gleeson, Romola Garai                                                                                              | Drama           |
| O C T O M B R I E   | 16       | The Lobster                                            | Yorgos Lanthimos                  | Colin Farrell, Rachel Weisz | Science Fiction |
| O C T O M B R I E   | 26       | Spectre                                                | Sam Mendes                        | Daniel Craig, Christoph Waltz, Léa Seydoux, Monica Bellucci, Ralph Fiennes | Action          |
| N O I E M B R I E   | 6        | Brooklyn                                               | John Crowley                      | Saoirse Ronan, Emory Cohen, Domhnall Gleeson, Jim Broadbent, Julie Walters, Bronte Kavanagh                                                                                                 | Drama           |
| N O I E M B R I E   | 6        | Kill Your Friends                                      | Owen Harris                       | Nicholas Hoult, Craig Roberts, Tom Riley, Georgia King | Comedy          |
| N O I E M B R I E   | 13       | The Hallow                                             | Corin Hardy                       | Joseph Mawle, Bojana Novakovic, Michael McElhatton, Michael Smiley | Horror          |
| N O I E M B R I E   | 13       | The Lady in the Van                                    | Nicholas Hytner                   | Maggie Smith, Alex Jennings, Frances de la Tour | Drama           |
| N O I E M B R I E   | 27       | Carol                                                  | Todd Haynes                       | Cate Blanchett, Rooney Mara, Sarah Paulson, Kyle Chandler | Romance         |
| D E C E M B R I E   | 1        | Don't Hang Up                                          | Alexis Wajsbrot                   | Gregg Sulkin, Garrett Clayton, Sienna Guillory, Bella Dayne | Thriller        |